# Phosphorane

Structure générique des phosphoranes.

Un phosphorane est un groupe fonctionnel de la chimie des composés organophosphorés dans lequel l'atome de phosphore est pentavalent, dérivant structurellement du phosphorane PH5, instable, par substitutions avec des groupes carbonés. Il s'agit de molécules hypervalentes à géométrie bipyramidale à base triangulaire dont les liaisons chimiques autour du phosphore sont très semblables à celles du pentafluorure de phosphore PF5.
Les phosphoranes les plus importants sont les ylures de phosphore, de formule générique R3P=CR2, où R représente un substant quelconque, qui peut être chaque fois différent d'un emplacement à l'autre. Ces ylures sont utilisés comme réactifs dans la réaction de Wittig.